# キエル・スヘルペン
- キェル・スヘルペン

キエル・スヘルペン（Kjell Scherpen,  2000年1月23日 - ）は、オランダ・ドレンテ州エメン出身のプロサッカー選手。オーストリア・ブンデスリーガ・SKシュトゥルム・グラーツ所属。オランダ代表。ポジションはGK。

## 来歴
地元FCエメンのユースチームから2016-17シーズンにトップチームに昇格。2018-19シーズンから正GKを任され、好守を連発し、注目を集めた。
2019年4月25日、2019-20シーズンよりアヤックス・アムステルダムに移籍することが発表された。
2021年7月16日、ブライトン・アンド・ホーヴ・アルビオンFCに移籍することが発表された。
2022年1月31日、ベルギー1部のKVオーステンデに期限付き移籍。同年8月16日、SBVフィテッセに期限付き移籍。

## 代表経歴
2018年から、U-19のオランダ代表に招集。2021年にはUEFA U-21欧州選手権2021に出場した。

## 人物
- 2019年4月に、2019-20シーズンからアヤックス・アムステルダムに加入したスヘルペンだったが、11歳の時に自身のSNSでライバルチームにあたるフェイエノールトのファンであるという内容の書き込みをしていたことが発覚した。アヤックスはこれを逆手に取り、正式サインの際にスヘルペンに約1000行にわたる「釈明文」を書かせるジョークの動画を投稿した[5][6][7][8]。

## タイトル
アヤックス
- エールディヴィジ：1回 (2020-21)